# LightSail
LightSail è un progetto atto a collaudare le vele solari controllate utilizzando i satelliti artificiali CubeSat, sviluppati dalla Planetary Society, un'organizzazione globale no-profit dedicata all'esplorazione spaziale. Il nucleo del veicolo misura 10 × 10 × 30 cm, e la vela solare, a forma di aquilone, ha un'area complessiva di 32 m².
Il 20 maggio 2015, fu lanciato un veicolo spaziale di prova, LightSail 1 (precedentemente chiamata LightSail-A), e spiegò la sua vela solare il 7 giugno 2015. Il lancio del LightSail 2 è avvenuto il 25 giugno 2019. Era un carico utile secondario sul Space Test Program (STP-2) su un razzo Falcon Heavy.

## Storia

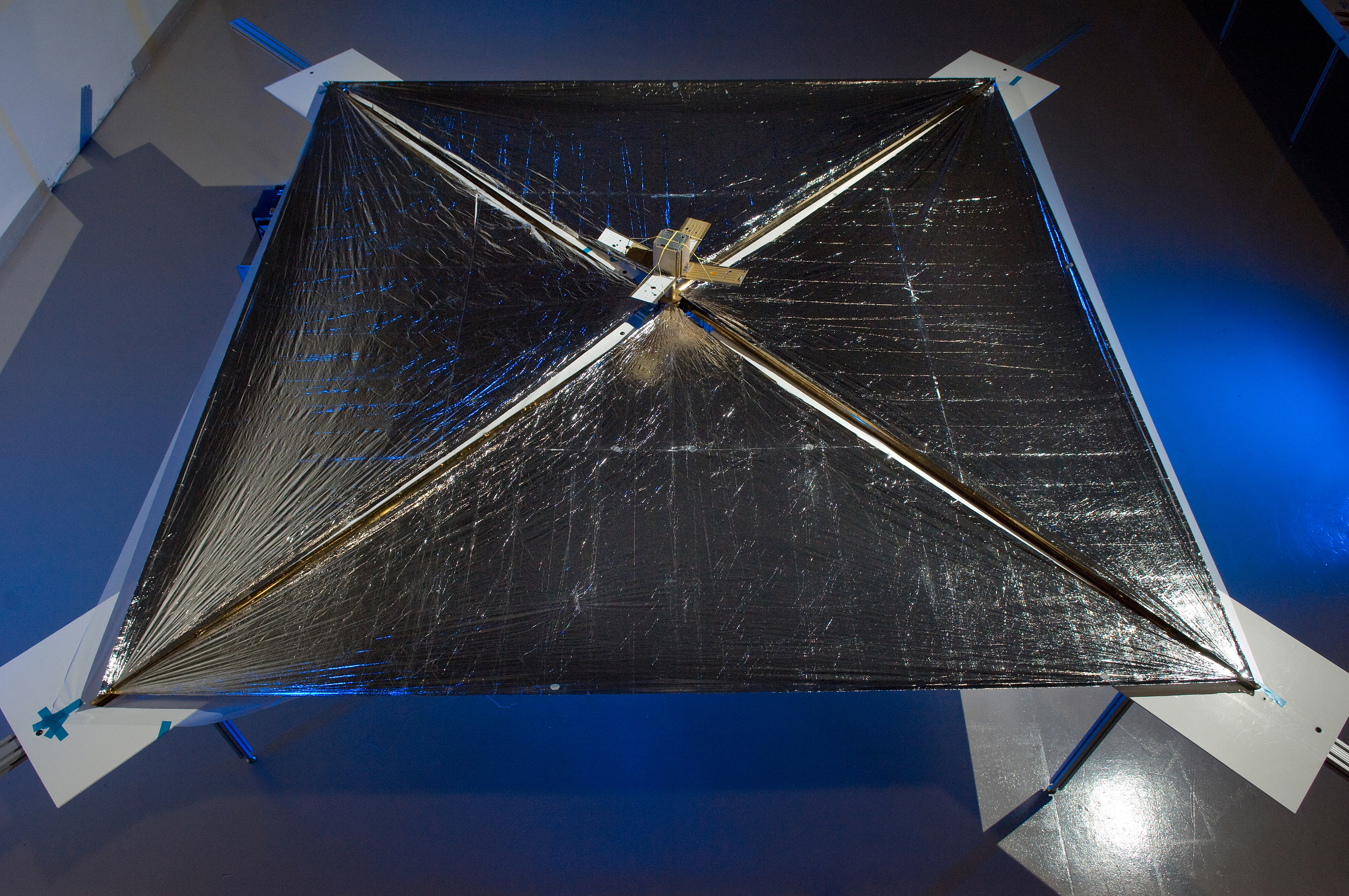
La NanoSail-D della NASA con la vela spiegata

Nel 2005, la Planetary Society tentò di inviare nello spazio una vela solare più grande chiamata Cosmos 1, ma il lanciatore Volna della navicella non riuscì ad arrivare in orbita. Nel 2009, la Society iniziò a lavorare su una vela solare basata su CubeSat nell'ambito del progetto NanoSail-D della NASA, che fu persa nell'agosto del 2008 a causa di un'avaria al lanciatore Falcon 1. Una seconda unità, NanoSail-D2, fu schierata con successo all'inizio del 2011.
Nel 2011, il progetto LightSail aveva superato la revisione del design, che fu condotta da un team che comprendeva dei veterani del progetto JPL, ovvero Bud Schurmeier, Glenn Cunningham, e Viktor Kerzhanovich, nonché Dave Bearden della Aerospace Corporation.  Il costo originariamente stimato del progetto LightSail ammontava a 1,8 milioni di dollari, che fu raccolto dalle quote di iscrizione e da fonti private. La navicella prototipo LightSail 1 (o LightSail-A) fu costruita a San Luis Obispo dalla Stellar Exploration Incorporated, e i collaudi finali prima del lancio avvennero nella Ecliptic Enterprises Corporation a Pasadena, in California.
Nel marzo del 2016, la Planetary Society decise di nominare le navicelle con il nome del programma seguito da un numero sequenziale; il volo di prova, o LightSail-A, diventò LightSail 1, e la futura navicella, più grande, si chiamava da quel momento LightSail 2.

## Design
Essendo una vela solare, la propulsione della LightSail 2 dipende esclusivamente dalla radiazione solare. I fotoni solari (provenienti dal Sole) esercitano pressione di radiazione sulla vela, producendo un minimo di accelerazione. Pertanto, la vela solare sarà spinta dalla pressione della luce solare, e non dalle particelle cariche del vento solare. La Planetary Society si aspetta che l'orbita della LightSail 2 aumenterà di un chilometro al giorno.

### Struttura
Il design modulare della LightSail 2 si basa sul CubeSat, un piccolo formato, modulare e composto da tre unità, di satellite creato per progetti spaziali di livello universitario. Un modulo di dimensione paragonabile al CubeSat porta le telecamere, i sensori e i sistemi di controllo, e le altre unità conterrà e spiegherà le vele solari.
La navicella contiene quattro vele triangolari, che si combinano per formare una superficie di forma rettangolare. Le vele sono fatte di Mylar, un film riflettente di poliesteri.

## LightSail 1
LightSail 1 (precedentemente LightSail-A), veicolo dimostrativo, fu lanciato come carico utile secondario a bordo di un razzo Atlas V della United Launch Alliance il 20 maggio 2015 alle 15:05 UTC da Cape Canaveral Air Force Station, in Florida. La missione portò il satellite in un'orbita dove l'attrito atmosferico era maggiore della forza esercitata dalla pressione di radiazione solare.
Due giorni dopo il lancio, tuttavia, il software del veicolo ebbe un malfunzionamento che rese il veicolo impossibilitato a spiegare la vela solare e a comunicare. Il 31 maggio 2015, The Planetary Society affermò di aver riottenuto il contatto con la LightSail 1. Dopo che i pannelli solari furono spiegati il 3 giugno 2015, il 4 giugno furono nuovamente perse le comunicazioni con il veicolo. In questo caso, si sospettava che fosse dovuto a un errore nel sistema di alimentazione. Il 6 giugno fu ristabilito il contatto, e lo spiegamento della vela cominciò il 7 giugno. A una conferenza del 10 giugno 2015, dopo il download delle foto dello spiegamento, il volo di prova fu considerato un successo. Il 14 giugno 2015 terminò il volo, con il rientro in atmosfera del veicolo.

## LightSail 2
LightSail 2 dimostrerà l'utilizzo di vele solari controllato in orbita terrestre. Controllando l'orientamento della vela relativa al Sole, il team di volo cercherà di alzare l'apogeo dell'orbita e incrementerà l'energia orbitale a seguito dello spiegamento delle vele. Il team valuterà l'evoluzione dell'orbita della LightSail 2 dopo che la navicella fu schierata da una navicella partner, Prox-1, a un'altitudine di 720 chilometri. Prox-1 e LightSail 2 sono carichi utili secondari a bordo del secondo volo operazionale del Falcon Heavy di SpaceX, che ha portato il carico del STP-2 per la U.S. Air Force.